# Bufali
Bufali – gmina w Hiszpanii, w prowincji Walencja, we wspólnocie autonomicznej Walencja, o powierzchni 3,19 km². W 2011 roku liczyła 184 mieszkańców.